# Dream5
Dream5（ドリームファイブ）は、2009年から2016年まで活動していた日本の5人組ダンス&ボーカルユニットである。通称はドリ5（ドリご）。エイベックス・マネジメントに所属していた。
NHK教育のテレビ番組『天才てれびくんMAX』の音楽コーナー「ミュージックてれびくん（MTK）」から誕生した。ユニット名は視聴者公募の中から「メンバー5人の希望や夢が一つに集まったイメージがあったから」と、2009年度てれび戦士全員で選んだ。
2016年12月31日をもって活動を終了した。

## 概要
『天才てれびくんMAX』初の試みで、2009年度のてれび戦士の中でも歌が上手かった重本ことりと全国の視聴者からオーディションで選考された4人で構成されたダンス&ボーカルユニットである。2009年11月4日に「I don't obey〜僕らのプライド〜」でCDデビューを果たす。重本が2010年3月をもっててれび戦士を卒業した後もグループ活動は継続。番組にも2011年3月まで準レギュラーという形で関わっていた。
レギュラーから離れた後もCMやメディア出演、全国各地でのライブを行っており、2014年にはアニメ『妖怪ウォッチ』のエンディングテーマを担当し大ヒット。同年の『第65回NHK紅白歌合戦』の企画コーナーにも出演するなど活躍の場を広げていた。

## 結成までの経緯

### オーディション募集
2009年2月から、『天才てれびくんMAX』の新たな試みとして番組内で募集を開始。2月から4月にかけて、北海道・東北、関東甲信越、中部、近畿・中国・四国、九州・沖縄の5つのブロックに分かれて、ビデオを集めた。小学4年生から中学2年生までのダンスや歌が得意な男の子、女の子が応募し、ビデオの総数は1,500を超えた。
映像審査
全国の応募者から集まったビデオをプロデューサー軍団（石森洋、ノリ、塚田良平、大石淳、KABA.ちゃん）が厳正に審査し、目にとまった者のみが実技審査へ駒を進めた。
実技審査
実技審査は各自出された課題のもと、それぞれが個性豊かにアピール。そして実技審査でふるいにかけられ、合格した精鋭13名が2009年9月2日放送のMTK全国オーディションTHE FINALへの出場権が得られた。

### MTK全国オーディションTHE FINAL
FINALでは、主に2段階の審査に分かれた。
第一審査
第1段階は個人審査。参加者は与えられた課題曲（2009年度MTK「MY WINGS」）を歌のみ、ダンスのみ、歌とダンス両方の中から自分で選び演技する。第1段階ではボーカル2人、ダンサー6人の計8人に絞られた。
第二審査
第2段階のユニット審査は8人を4人ずつのグループ（ボーカル1人、ダンサー3人）に重本ことりを加えて仮ユニットを作って課題曲（2006年度MTK「冬のアゲハ」）を演技し、実力以外にも重本との相性も見たうえで4人の精鋭を絞り出し、結成となった。
なお、これらオーディションの様子は番組で放送された。

### CDリリース&メジャーデビュー
2009年10月8日に、11月4日にCDをリリースすることが天才てれびくんMAX生放送にてサプライズ発表された。
11月のCD発売に先駆けて、着うた配信各社で、先行配信が行われた。

そして2009年11月4日、「I don't obey〜僕らのプライド〜」をリリースしメジャーデビューした。

## 結成後の主な出来事

### ドリ5学園
2011年7月20日より、グループの活動を学園に見立てた「ドリ5学園」がスタートし、翌21日、ラゾーナ川崎プラザにおいてその開校式が開催された。同学園では、CDをテキスト、ライブ・イベントを課外授業、USTREAM・ニコニコ生放送等をネット通信講座、公式ウェブサイト・Twitterを掲示板、ブログ・メールマガジンを学園通信と呼ぶほか、購買部や勉強部などの部が存在する。
また、CDの購入により様々な特典と交換可能な「ドリポイント」が取得できる制度も同時に導入されたが、この制度は2014年3月31日をもって終了した。

### 初のデイリーTOP3入り
2012年1月4日に発売された5枚目のシングル「キラキラ Every day」が、同年1月5日付のオリコンCDシングルデイリーランキングで3位を記録し、2009年11月のCDデビュー以来初のオリコン上位に入った。

### 初のウィークリーTOP10入り
2012年11月7日に発売された8枚目のシングル「シェキメキ!」が、オリコンウィークリーチャートで第10位を記録し、初めてオリコンTOP10入りをする。以降のシングルでは毎回ウィークリーチャートTOP10入りしている。

### 初のワンマンライブ
2013年2月9日のアリオ西新井店でのイベントで、2013年4月4日にDream5初のワンマンライブを渋谷マウントレーニアホールにて開催することが発表された。
メールマガジン会員限定で先行予約を行ったところ、同ホールの収容人員を大幅に超える応募があり、同ホールで翌5日に追加公演が行われることが決定した。

### 初のワンマンライブツアー開催
Dream5 First Tour 〜春ドリ！ピカピカのツアー1年生〜
2014年1月23日にZepp DiverCity (TOKYO)で行われたワンマンライブで、初のワンマンライブツアーの開催が告知された。
- 3月31日：愛知 名古屋クラブクアトロ
- 4月1日：大阪 梅田クラブクアトロ
- 4月7日：東京 渋谷クラブクアトロ

の3箇所でワンマンライブを行うことを発表した。Dream5初のライブツアーであり、首都圏以外で行う初のワンマンライブとなった。
ツアー最終日の渋谷でのライブは、予約分で売り切れ、当日販売ができないほどの人気だった。

### 『妖怪ウォッチ』主題歌のヒット
2014年1月にスタートしたテレビアニメ『妖怪ウォッチ』のエンディング主題歌「ようかい体操第一」、「ダン・ダン ドゥビ・ズバー!」、2015年発売の「ようかい体操第二」を担当し、いずれも大ヒットした。
特に、2014年10月29日に13枚目のシングルとして発売した「ダン・ダン ドゥビ・ズバー!」は、11月10日付のオリコンウィークリーCDシングルランキングでグループ初の1位となった。10代男女グループでオリコンチャートの1位を獲得したのはフィンガー5以来40年ぶり2組目である。また、日本レコード協会のゴールド等認定でDream5としては初となる売上枚数10万枚を超えるゴールドに認定された。
このヒットを機にテレビ番組への出演が増え、
- 『ベストヒット歌謡祭』（日本テレビ系列）
- 『2014 FNS歌謡祭』（フジテレビ系列）
- 『MUSIC STATION SUPER LIVE 2014』（テレビ朝日系列）

など、数々の年末の音楽特番にも出演。
『第65回NHK紅白歌合戦』では企画コーナー「嵐 meets 妖怪ウォッチ」に『妖怪ウォッチ』のオープニング主題歌を担当するキング・クリームソーダと共に出演した。

### デビュー5周年記念ワンマンライブ
2014年11月9日、同月4日にCDデビューから5周年を迎えることを記念して『Dream5 5th Anniversary LIVE』がZepp Divercity (TOKYO)で行われ、およそ2500席のチケットが完売した。
アンコールでは、会場のファン全員でデビュー5周年の祝福の気持ちと紅白歌合戦出場への願いを込めて、サイリウムで会場全体を紅白色で染めるサプライズを行なった。
リーダーの重本は「5年前はZeppでライブ、なんて考えてもみなかったです。悩んだときは少し立ち止まって、後ろを振り返るとそこには、いつも応援してくださる皆さんがいてくれたから、こうして5周年を無事に迎えることができました。6周年に向かってまた私達と一緒に歩いていただけたら嬉しいです！」と語った。

### シングルコレクション発売、2度目のワンマンツアー決定
2015年2月11日に初のベストアルバムとなる「Dream5〜5th Anniversary〜シングルコレクション」をリリース。オリコンウィークリー8位を記録した。
そして、このアルバム発売をうけ、2年目となるワンマンツアー開催が決定した。
2014年のツアーを行った東京/名古屋/大阪に加え、福岡と仙台での公演が決まった。ツアーファイナルは6月20日に、5周年記念ワンマンライブを行ったZepp Divercity (TOKYO)で行われる。

### 玉川桃奈の卒業・引退
2016年2月22日、玉川桃奈が4月30日をもってユニットを卒業するとともに芸能界を引退することが発表された。
4月23日に行われたワンマンライブ「Dream5 THE LIVE～LAST ORIGINAL FIVE～」が最後の5人体制でのライブとなり、予定通り4月30日をもってユニットを卒業した。2018年から地元・仙台で美容師アシスタントをしている。

### 活動終了・ソロ活動へ
4人体制となった2016年5月以降、グループとしての活動は5人体制時から出演していた伊藤園のCM出演のみに留まり、メンバーはそれぞれ個別で活動をしていた。
2016年12月26日、同年12月31日をもって従来メンバーでの活動を終了することが発表された。翌27日、リーダーを務めていた重本が事務所との専属契約を終了し、別事務所に移ったことが公式HPにて発表された。奇しくもSMAPの解散と同日だった（SMAP解散騒動も参照）。これに伴い、2017年3月29日に過去のPV映像や2016年4月に行われたワンマンライブの映像などを収録したDVD「Dream5 MUSIC VIDEO BEST」のリリースが発表された。
他の3人はエイベックスに残り、俳優やモデルなどソロで芸能活動を継続した。大原は2017年より雑誌などで水着グラビアを披露し始め、2018年のトップグラドルのひとりとなった。日比・重本も不定期ながら水着グラビアを披露している。高野は2016年から2.5次元舞台に出演し、2017年には出演作にて日本武道館・さいたまスーパーアリーナ・大阪城ホールに立つなど2.5次元俳優として活動している。
2019年3月4日、重本が芸能界引退を発表した。
2021年8月31日、大原が公式YouTubeチャンネル「ゆーのちゅーぶ」を開設し、初回動画では「ようかい体操第一」のダンスを約5年ぶりに披露した。
2025年11月16日、東京・竹芝ニューピアホールで、結成15周年を記念した1日限りの限定イベント「Dream5 15th Limited Event 2025」を開催予定。

## メンバー

### 活動終了時点
- メンバーのうち大原は高校を卒業した2018年3月まで東京から離れた地元鹿児島で暮らしており、仕事の度に上京していた。そのため、活動は基本的に週末・祝日や長期休暇時へ集中していた[16]。
- 重本は2012年より上京し、一人暮らしをしている。2019年3月に芸能界を引退。引退後は高級ラウンジに勤務している。
- 大原は現在は女優としても活躍。
- 日比は地元の神奈川に住んでいる。
- 高野は2016年に上京し、一人暮らしをしている。現在は舞台俳優としても活躍。
- 玉川はグループ脱退後、美容師として勤務している。

| 名前                            | ニックネーム                   | 生年月日（年齢）      | 出身地   | 血液型 | 担当          | メンバーカラー | 備考 |
| ------------------------------- | ------------------------------ | --------------------- | -------- | ------ | ------------- | -------------- | --- |
| 重本 ことり （しげもと ことり） |                                | 1996年10月5日（28歳） | 徳島県   | O型    | Main Vo.      | イエロー       | リーダー 2008年 - 2009年度まで「てれび戦士」として出演。 147.5 cm 憧れの芸能人はタモリ、 女性ではAAAの宇野実彩子。 2019年3月、芸能界引退。                         |
| 日比 美思 （ひび みこと）       |                                | 1998年9月20日（26歳） | 神奈川県 | B型    | Mian Vo.      | ピンク         | オーディションメンバー 湘南アクターズスクール所属かつてアミューズに在籍していた。 167 cm 尊敬し憧れの芸能人はオードリー・ヘプバーン、 日本では星野源・宇野実彩子。 |
| 大原 優乃 （おおはら ゆうの）   |                                | 1999年10月8日（25歳） | 鹿児島県 | A型    | Dancer & Cho. | ホワイト       | オーディションメンバー 最年少メンバー 左利き 154 cm 尊敬し憧れの芸能人はTRF・安室奈美恵・AAA、 モデルでは桐谷美玲・北山詩織。                                      |
| 高野 洸 （たかの あきら）       | あきら たかのっち あきらきゅん | 1997年7月22日（28歳） | 福岡県   | B型    | Dancer & Cho. | ブルー         | オーディションメンバー 唯一の男性メンバー 176 cm 憧れの芸能人は三浦大知、 AAAでは特に西島隆弘・宇野実彩子・與真司郎・末吉秀太。                                    |

### 旧メンバー
| 名前                          | ニックネーム                         | 生年月日（年齢）      | 出身地 | 血液型 | 担当          | メンバーカラー | 備考 |
| ----------------------------- | ------------------------------------ | --------------------- | ------ | ------ | ------------- | -------------- | --- |
| 玉川 桃奈 （たまかわ ももな） | もも モモンガ 玉川氏 玉ちゃん 玉さん | 1997年3月24日（28歳） | 宮城県 | O型    | Dancer & Cho. | グリーン       | オーディションメンバー。 所属当時はダンスリーダーで、楽曲の振り付けを担当したこともある。 身長154cm 憧れの芸能人はTRF・安室奈美恵・AAA。 2016年4月30日に卒業、芸能界を引退した。引退後は地元・仙台で美容師アシスタントとして勤務している。 |

## ディスコグラフィ

### シングル
| 枚数     | 発売日         | タイトル                       | 順位     | 販売形態  | 規格品番                             | 収録アルバム                                  |
| シングル | シングル       | シングル                       | シングル | シングル  | シングル                             | シングル                                      |
| -------- | -------------- | ------------------------------ | -------- | --------- | ------------------------------------ | --------------------------------------------- |
| 1        | 2009年11月4日  | I don't obey〜僕らのプライド〜 | 30位     | CD+DVD CD | AVCD-31774/B AVCD-31775              | RUN TO THE FUTURE                             |
| 2        | 2010年8月4日   | 僕らのナツ!!                   | 38位     | CD+DVD CD | AVCD-31875/B AVCD-31876              | DAYS                                          |
| 3        | 2011年1月1日   | 恋のダイヤル6700               | 20位     | CD+DVD CD | AVCD-31948/B AVCD-31949              | DAYS                                          |
| 4        | 2011年7月20日  | Like & Peace!                  | 32位     | CD+DVD CD | AVCD-48081/B AVCD-48082              | Dream5〜5th Anniversary〜シングルコレクション |
| 5        | 2012年1月4日   | キラキラ Every day             | 26位     | CD+DVD CD | AVCD-48217/B AVCD-48218              | Dream5〜5th Anniversary〜シングルコレクション |
| 6        | 2012年5月2日   | I★my★me★mine/EZ DO DANCE       | 19位     | CD+DVD CD | AVCD-48384/B AVCD-48365              | まごころ to you                               |
| 7        | 2012年8月15日  | READY GO!!/Wake Me Up!         | 18位     | CD+DVD CD | AVCD-48464/B AVCD-48465              | まごころ to you                               |
| 8        | 2012年11月7日  | シェキメキ!                    | 10位     | CD+DVD CD | AVCD-48542/B AVCD-48543              | まごころ to you                               |
| 9        | 2013年2月6日   | COME ON!/ドレミファソライロ    | 9位      | CD+DVD CD | AVCD-48593/B AVCD-48594              | まごころ to you                               |
| 10       | 2013年5月15日  | Hop! Step! ダンス↑↑            | 9位      | CD+DVD CD | AVCD-48706/B AVCD-48707              | まごころ to you                               |
| 11       | 2013年8月14日  | We are Dreamer                 | 7位      | CD+DVD CD | AVCD-48747/B AVCD-48748              | まごころ to you                               |
| 12       | 2014年4月23日  | Break Out/ようかい体操第一     | 8位      | CD+DVD CD | AVCD-55080/B AVCD-48963/B AVCD-48964 | Dream5〜5th Anniversary〜シングルコレクション |
| 13       | 2014年10月29日 | ダン・ダン ドゥビ・ズバー!     | 1位      | CD+DVD CD | AVCD-55080/B AVCD-55082/B AVCD-55083 | Dream5〜5th Anniversary〜シングルコレクション |
| 14       | 2015年6月17日  | ようかい体操第二               | 4位      | CD+DVD CD | AVCD-55097 AVCD-55098                | COLORS                                        |

### アルバム
| 枚数                 | 発売日               | タイトル                                      | 順位                 | 販売形態                                                    | 規格品番                                               |
| オリジナル・アルバム | オリジナル・アルバム | オリジナル・アルバム                          | オリジナル・アルバム | オリジナル・アルバム                                        | オリジナル・アルバム                                   |
| -------------------- | -------------------- | --------------------------------------------- | -------------------- | ----------------------------------------------------------- | ------------------------------------------------------ |
| 1                    | 2013年11月20日       | まごころ to you                               | 15位                 | CD+DVD CD                                                   | AVCD-38832/B AVCD-38833/B AVCD-38834                   |
| ベスト・アルバム     |                      |                                               |                      |                                                             |                                                        |
| 1                    | 2015年2月11日        | Dream5〜5th Anniversary〜シングルコレクション | 8位                  | CD+DVD CD                                                   | AVCD-93092 AVCD-93093                                  |
| ミニ・アルバム       |                      |                                               |                      |                                                             |                                                        |
| 1                    | 2010年3月10日        | RUN TO THE FUTURE                             | 66位                 | CD+DVD CD                                                   | AVCD-38076/B AVCD-38077                                |
| 2                    | 2011年5月4日         | DAYS                                          | 32位                 | CD+DVD CD                                                   | AVCD-38281/B AVCD-38282                                |
| 3                    | 2016年2月24日        | COLORS                                        | 13位                 | CD+DVD(MV版) CD+DVD(ライブ版) CD(通常版) イトーヨーカドー盤 | AVCD-93354/B AVCD-93355/B AVCD-93356 AVC1-93357～93362 |

### 映像作品
| 枚数 | 発売日        | タイトル                | 順位 | 販売形態 | 規格品番              |
| ---- | ------------- | ----------------------- | ---- | -------- | --------------------- |
| 1    | 2017年3月29日 | Dream5 MUSIC VIDEO BEST |      | DVD      | AVB1-92497 AVB1-92948 |

### 参加作品
音楽作品
- TRFリスペクトアイドルトリビュート!!（TRF、2012年12月19日）

M1「BOY MEETS GIRL」（日比美思のみ。）
M3.「寒い夜だから…」
- テレパシー / 地球の絆（Little Blue boX、2013年1月23日）

M2.「地球の絆」
- ダンボール戦機コンプリートソングブック（2013年2月20日）

M12.「地球の絆」
- DISNEY JAPANESE ARTIST BEST（2013年9月25日）

M15.「小さな世界」
- KAWA-EDM（DJ’TEKINA//SOMETHING、2016年5月25日）

M3.「シェキメキ! (TEKINA REMIX)」
映像作品
- 天才てれびくんMAX MTKコレクション 2009～2010（2011年5月18日）

M6.「I don't obey〜僕らのプライド〜」
M11.「タビダチノウタ」
M20.「僕らのナツ!!」
M24.「恋のダイヤル6700」

## ライブ/ツアー
ここでは今まで行われたイベントの中で、ワンマンライブとツアーのみ記述する。その他のイベント/ライブは後述のイベント参照。

### ワンマンライブ
| 開催日               | 公演名                                                                             | 会場                       | 備考 |
| -------------------- | ---------------------------------------------------------------------------------- | -------------------------- | --- |
| 2013年4月4日         | 根こそぎいただきLIVE 『第1話 〜4年目だけど初ワンマン!? COME ON!〜』                | 渋谷マウントレーニアホール | Dream5初のワンマンライブ |
| 2013年4月5日         | 根こそぎいただきLIVE 『第2話 〜第1話の追加公演!! ※内容は一緒です〜』               | 渋谷マウントレーニアホール | 第1話の追加公演 |
| 2013年6月30日        | 根こそぎいただきLIVE 『第3話 〜キュンキュン♪女子!!ファミリー!!LIVEやりますよ〜!!』 | 渋谷マウントレーニアホール | |
| 2013年7月6日         | 根こそぎいただきLIVE 『第4話 〜キラキラ♪男子!!全員集合!!LIVEやるそ〜!!』           | 渋谷マウントレーニアホール | |
| 2013年6月30日        | 根こそぎいただきLIVE 『第5話 〜第3話の追加公演!! ※内容は一緒です〜』               | 渋谷マウントレーニアホール | 第3話の追加公演 |
| 2013年7月6日         | 根こそぎいただきLIVE 『第6話 〜第4話の追加公演!! ※内容は一緒です〜』               | 渋谷マウントレーニアホール | 第4話の追加公演 |
| 2013年9月14日        | てっぺんいただきLIVE 『第7話 〜食欲の秋！挑戦の秋！ドリ5の秋！〜』                 | 赤坂BLITZ                  | このライブの様子は2013年11月4日放送のUstream、「第100回 ドリ5チャンネルデビュー4周年記念『Dream5の24時間まごころお届けスペシャル』」にて公開された。                                     |
| 2014年1月23日        | まごころ to you リリース記念ライブ                                                 | Zepp Divercity (TOKYO)     | 前年11月に発売した初のオリジナルアルバム「まごころ to you」のリリースを記念して行われたワンマンライブ。 3形態発売されたアルバムのうち2形態の購入した人全員が招待された。                 |
| 2014年11月9日        | Dream5 5th Anniversary LIVE                                                        | Zepp Divercity (TOKYO)     | 5周年記念ワンマンライブ。ライブの様子は後日発売された「Dream5〜5th Anniversary〜シングルコレクション」のCD+DVD版に収録された。                                                           |
| 2015年11月23日       | Dream5 6th Anniversary LIVE                                                        | EX THEATER ROPPONGI        | 6周年記念ワンマンライブ。ライブの様子は後日発売された「COLORS」のCD+DVD版に収録された。                                                                                                  |
| 2016年4月22日 - 23日 | Dream5 THE LIVE～LAST ORIGINAL FIVE～                                              | 赤坂BLITZ                  | 同年4月30日にメンバーの玉川桃奈が卒業するのにあわせて行われた5人体制では最後のワンマンライブ。 当初は23日に2公演だけ行う予定だったが、応募が殺到し急遽22日に追加公演を行うことになった。 |

### ツアー
| ツアー名称                                          | 開催日        | 会場                   | 備考                   |
| --------------------------------------------------- | ------------- | ---------------------- | ---------------------- |
| Dream5 First Tour 〜春ドリ！ピカピカのツアー1年生〜 | 2014年3月31日 | 名古屋クラブクアトロ   | Dream5初のライブツアー |
| Dream5 First Tour 〜春ドリ！ピカピカのツアー1年生〜 | 2014年4月1日  | 梅田クラブクアトロ     | Dream5初のライブツアー |
| Dream5 First Tour 〜春ドリ！ピカピカのツアー1年生〜 | 2014年4月7日  | 渋谷クラブクアトロ     | Dream5初のライブツアー |
| Dream5 Tour 2015 〜シングルコレクション〜           | 2015年5月1日  | 梅田クラブクアトロ     |                        |
| Dream5 Tour 2015 〜シングルコレクション〜           | 2015年5月2日  | 名古屋クラブクアトロ   | 昼・夜の二回公演       |
| Dream5 Tour 2015 〜シングルコレクション〜           | 2015年5月6日  | 渋谷クラブクアトロ     | 昼・夜の二回公演       |
| Dream5 Tour 2015 〜シングルコレクション〜           | 2015年5月16日 | 福岡イムズホール       |                        |
| Dream5 Tour 2015 〜シングルコレクション〜           | 2015年6月7日  | 仙台darwin             |                        |
| Dream5 Tour 2015 〜シングルコレクション〜           | 2015年6月20日 | Zepp Divercity (TOKYO) | ツアーファイナル       |

## タイアップ
| 起用年 | 曲名                       | タイアップ先 |
| ------ | -------------------------- | --- |
| 2010年 | Lucky Days                 | テレビ東京系アニメ『うちの3姉妹』第4期オープニングテーマ                                                                          |
| 2011年 | Like & Peace!              | テレビ東京系アニメ『たまごっち!』第4期・第5期オープニングテーマ                                                                   |
| 2011年 | オープンセサミ             | テレビ東京系『たけしのニッポンのミカタ!』2011年7月度エンディングテーマ                                                            |
| 2011年 | 学園天国                   | BeeTV『和田アキ子のどこまでやらせんねん!』テーマソング                                                                            |
| 2012年 | キラキラ Every day         | テレビ東京系アニメ『たまごっち!』第6期オープニングテーマ                                                                          |
| 2012年 | 二人だけの流れ星           | ジェムストーン「絵PHONE箱」CMソング                                                                                               |
| 2012年 | I★my★me★mine               | テレビ東京系アニメ『たまごっち!』第7期オープニングテーマ                                                                          |
| 2012年 | EZ DO DANCE                | イトーヨーカドー「Dancingood day」CMソング                                                                                        |
| 2012年 | READY GO!!                 | アキレス「瞬足」CMソング |
| 2012年 | ふしぎなげんそのうた       | 国立科学博物館特別展「元素のふしぎ」テーマソング                                                                                  |
| 2012年 | じゃんけんPON!             | テレビ東京系アニメ『たまごっち!』第7期エンディングテーマ                                                                          |
| 2012年 | シェキメキ!                | イトーヨーカドー「Dancingood day 第2弾」CMソング 日本テレビ系『音龍門 〜MUSIC DRAGON GATE〜』2012年11月度エンディングテーマ       |
| 2012年 | ドレミファソライロ         | テレビ東京系アニメ『たまごっち!〜ゆめキラドリーム〜』第1期オープニングテーマ                                                      |
| 2012年 | きっとずっとHappy!         | テレビ東京系アニメ『たまごっち!〜ゆめキラドリーム〜』第1期エンディングテーマ                                                      |
| 2012年 | COME ON!                   | アキレス「瞬足」CMソング |
| 2013年 | 地球の絆                   | テレビ東京系アニメ『ダンボール戦機W』第2期(#46 -#57)エンディングテーマ                                                            |
| 2013年 | Look at Me!                | イトーヨーカドー「Mc Sister」CMソング                                                                                             |
| 2013年 | Hop! Step! ダンス↑↑        | イトーヨーカドー「DIRTY WOLF」CMソング イトーヨーカドー「Dancingood day 第3弾」CMソング                                           |
| 2013年 | パラリルラ♪                | NHK Eテレアニメ『はなかっぱ』エンディングテーマ                                                                                   |
| 2013年 | 神様ヤーヤーヤー           | テレビ東京系アニメ『ダンボール戦機WARS』第3期(#2 -#21)エンディングテーマ                                                          |
| 2013年 | We are Dreamer             | イトーヨーカドー「Dancingood day」CMソング                                                                                        |
| 2013年 | Go my way!                 | アキレス「瞬足」CMソング |
| 2013年 | みんなで手をつなごう       | イトーヨーカドー「Mc Sister」CMソング                                                                                             |
| 2014年 | ようかい体操第一           | テレビ東京系アニメ『妖怪ウォッチ』エンディングテーマ(#1-#24)                                                                      |
| 2014年 | Break Out                  | 日本テレビ系 『ミュージックドラゴン』2014年4月 オープニングテーマ 札幌テレビ 『ジョシスタ あいく的』 2014年4月 オープニングテーマ |
| 2014年 | ハッピーデー               | イトーヨーカドー「ハッピーデー」CMソング                                                                                          |
| 2014年 | Summer Rainbow             | イトーヨーカドー「Mc Sister」CMソング                                                                                             |
| 2014年 | ダン・ダン ドゥビ・ズバー! | テレビ東京系アニメ『妖怪ウォッチ』エンディングテーマ(#25-#50)                                                                     |
| 2014年 | Our Days                   | アキレス「瞬足 青空足育教室 篇」CMソング                                                                                          |
| 2015年 | スタートライン             | アキレス「瞬足 足の裏 篇」CMソング                                                                                                |
| 2015年 | ようかい体操第二           | テレビ東京系アニメ『妖怪ウォッチ』エンディングテーマ(#68-)                                                                        |
| 2015年 | 栄冠は君に輝く             | 全国高校野球選手権大会「ダンス編」CMソング                                                                                        |
| 2016年 | futuristic                 | イトーヨーカドー 2016年 初売りTVCMソング                                                                                          |
| 2016年 | futuristic                 | ハウステンボス 「春休み女子旅編」TVCMソング                                                                                       |
| 2016年 | White Wonder Land          | ハウステンボス 「春のハウステンボス」「春休みファミリー編」TVCMソング                                                             |

## 実績

### ゴールドディスク認定作品
- ダン・ダン ドゥビ・ズバー!（2014年）

## 出演

### ライブ・イベント
- 発売記念リリースイベントについては各作品の項目を参照。
- ワンマンライブとツアーについては上記ライブ/ツアーの項を参照。ここでは取り扱わないものとする。
- 重本のソロ活動については「重本ことり」の項を参照。

#### 2010年
| 公演日                   | 公演名                                                                             | 会場名                                                              | 備考               |
| ------------------------ | ---------------------------------------------------------------------------------- | ------------------------------------------------------------------- | ------------------ |
| 2010年7月10日            | a-nation for Life×7&i LIVE IN SUMMER 2010                                          | イトーヨーカドー岡山店                                              |                    |
| 2010年7月11日            | a-nation for Life×7&i LIVE IN SUMMER 2010                                          | アリオ亀有                                                          |                    |
| 2010年7月18日            | 美浜海遊祭2010                                                                     | 美浜小野浦海水浴場前ステージ                                        |                    |
| 2010年7月7日・22日・28日 | a-nation'10 powered by ウイダーinゼリー                                            | 7月7日：愛媛県総合運動公園陸上競技場 （通称・ニンジニアスタジアム） | オープニングアクト |
| 2010年7月7日・22日・28日 | a-nation'10 powered by ウイダーinゼリー                                            | 7月22日：長居陸上競技場                                             | オープニングアクト |
| 2010年7月7日・22日・28日 | a-nation'10 powered by ウイダーinゼリー                                            | 7月28日：東京スタジアム （通称・味の素スタジアム）                  | オープニングアクト |
| 2010年11月6日            | ららぽーと×avex カラフルクリスマスイルミネーション点灯式 Dream5スペシャルライブ!!! | ららぽーと柏の葉2Fセンタープラザ                                    |                    |

#### 2011年
| 公演日                       | 公演名                                                                                | 会場名                                  | 備考                                                   |
| ---------------------------- | ------------------------------------------------------------------------------------- | --------------------------------------- | ------------------------------------------------------ |
| 2011年5月28日                | WORDS OF HOPE FOR TOHOKU vol.1 supported by GIP                                       | Rensa                                   |                                                        |
| 2011年6月18日                | 東京おもちゃショー2011                                                                | 東京ビッグサイト                        |                                                        |
| 2011年7月16日                | 美浜海遊祭2011                                                                        | 美浜小野浦海水浴場前ステージ            |                                                        |
| 2011年7月10日・24日          | a-nation for Life×7&i LIVE IN SUMMER 2011                                             | 7月10日：イトーヨーカドー岡山店         |                                                        |
| 2011年7月10日・24日          | a-nation for Life×7&i LIVE IN SUMMER 2011                                             | 7月24日：アリオ八尾                     |                                                        |
| 2011年8月13日・27日          | a-nation 10th Anniversary for Life Charge & Go! ウイダーinゼリー                      | 8月13日：ポートメッセなごや野外特設会場 | オープニングアクト                                     |
| 2011年8月13日・27日          | a-nation 10th Anniversary for Life Charge & Go! ウイダーinゼリー                      | 8月27日：味の素スタジアム               | オープニングアクト                                     |
| 2011年9月25日 - 2012年1月9日 | キラキラ☆毎日元気!〜Dream5×イトーヨーカドーツアー〜                                   | 9月25日：アリオ亀有                     |                                                        |
| 2011年9月25日 - 2012年1月9日 | キラキラ☆毎日元気!〜Dream5×イトーヨーカドーツアー〜                                   | 10月2日：アリオ札幌                     |                                                        |
| 2011年9月25日 - 2012年1月9日 | キラキラ☆毎日元気!〜Dream5×イトーヨーカドーツアー〜                                   | 10月23日：アリオ西新井                  |                                                        |
| 2011年9月25日 - 2012年1月9日 | キラキラ☆毎日元気!〜Dream5×イトーヨーカドーツアー〜                                   | 11月20日：アリオ橋本                    |                                                        |
| 2011年9月25日 - 2012年1月9日 | キラキラ☆毎日元気!〜Dream5×イトーヨーカドーツアー〜                                   | 12月10日：イトーヨーカドー明石店        |                                                        |
| 2011年9月25日 - 2012年1月9日 | キラキラ☆毎日元気!〜Dream5×イトーヨーカドーツアー〜                                   | 12月11日：イトーヨーカドー福山店        |                                                        |
| 2011年9月25日 - 2012年1月9日 | キラキラ☆毎日元気!〜Dream5×イトーヨーカドーツアー〜                                   | 12月25日：アリオ鳳                      |                                                        |
| 2011年9月25日 - 2012年1月9日 | キラキラ☆毎日元気!〜Dream5×イトーヨーカドーツアー〜                                   | 1月2日：イトーヨーカドー東久留米店      |                                                        |
| 2011年9月25日 - 2012年1月9日 | キラキラ☆毎日元気!〜Dream5×イトーヨーカドーツアー〜                                   | 1月3日：イトーヨーカドー郡山店          |                                                        |
| 2011年9月25日 - 2012年1月9日 | キラキラ☆毎日元気!〜Dream5×イトーヨーカドーツアー〜                                   | 1月7日：アリオ上田                      |                                                        |
| 2011年9月25日 - 2012年1月9日 | キラキラ☆毎日元気!〜Dream5×イトーヨーカドーツアー〜                                   | 1月9日：イトーヨーカドー安城店          |                                                        |
| 2011年11月5日                | デビュー2周年記念イベント ドリ5メンバーとお茶会♪                                      | NOBILDUCA 六本木                        |                                                        |
| 2011年11月6日                | デビュー2周年記念イベント イトーヨーカドーツアーキラキラLIVE〜この2年を振りかえよう〜 | イトーヨーカドー三郷店                  |                                                        |
| 2011年11月23日               | 15周年ありがとう!たまごっち大感謝祭                                                   | ラゾーナ川崎プラザ                      |                                                        |
| 2011年11月26日               | NHK新潟放送局開局80周年記念「スクールLive Show for TEENS」                            | 見附市文化ホール アルカディア           | 2012年1月27日・2月3日NHK Eテレにてライブの模様が放送。 |
| 2011年12月24日               | Dance NATION 2011                                                                     | 幕張メッセ国際展示場4・5・6ホール       |                                                        |

#### 2012年
| 公演日                                    | 公演名                                                                   | 会場名                                           | 備考                                                                                            |
| ----------------------------------------- | ------------------------------------------------------------------------ | ------------------------------------------------ | ----------------------------------------------------------------------------------------------- |
| 2012年2月5日                              | PigooHD presents Girl's Revue 2012 supported by スカパー!                | ベルサール秋葉原                                 | 2012年2月19日BSスカパー!にてライブの模様が放送。                                                |
| 2012年3月20日 - 11月10日                  | イトーヨーカドーダンシングッディツアー                                   | 3月20日：イトーヨーカドー静岡店                  | 大原は体調不良のため3月20日・24日・4月1日・11月3日は欠席。 玉川は体調不良のため11月10日は欠席。 |
| 2012年3月20日 - 11月10日                  | イトーヨーカドーダンシングッディツアー                                   | 3月24日：イトーヨーカドー甲府昭和店              | 大原は体調不良のため3月20日・24日・4月1日・11月3日は欠席。 玉川は体調不良のため11月10日は欠席。 |
| 2012年3月20日 - 11月10日                  | イトーヨーカドーダンシングッディツアー                                   | 4月1日：イトーヨーカドー柳津店                   | 大原は体調不良のため3月20日・24日・4月1日・11月3日は欠席。 玉川は体調不良のため11月10日は欠席。 |
| 2012年3月20日 - 11月10日                  | イトーヨーカドーダンシングッディツアー                                   | 4月8日：アリオ亀有                               | 大原は体調不良のため3月20日・24日・4月1日・11月3日は欠席。 玉川は体調不良のため11月10日は欠席。 |
| 2012年3月20日 - 11月10日                  | イトーヨーカドーダンシングッディツアー                                   | 4月21日：イトーヨーカドー宇都宮店                | 大原は体調不良のため3月20日・24日・4月1日・11月3日は欠席。 玉川は体調不良のため11月10日は欠席。 |
| 2012年3月20日 - 11月10日                  | イトーヨーカドーダンシングッディツアー                                   | 4月28日：イトーヨーカドー竜ヶ崎店                | 大原は体調不良のため3月20日・24日・4月1日・11月3日は欠席。 玉川は体調不良のため11月10日は欠席。 |
| 2012年3月20日 - 11月10日                  | イトーヨーカドーダンシングッディツアー                                   | 4月30日：アリオ橋本                              | 大原は体調不良のため3月20日・24日・4月1日・11月3日は欠席。 玉川は体調不良のため11月10日は欠席。 |
| 2012年3月20日 - 11月10日                  | イトーヨーカドーダンシングッディツアー                                   | 5月5日：イトーヨーカドー葛西店                   | 大原は体調不良のため3月20日・24日・4月1日・11月3日は欠席。 玉川は体調不良のため11月10日は欠席。 |
| 2012年3月20日 - 11月10日                  | イトーヨーカドーダンシングッディツアー                                   | 5月6日：アリオ川口                               | 大原は体調不良のため3月20日・24日・4月1日・11月3日は欠席。 玉川は体調不良のため11月10日は欠席。 |
| 2012年3月20日 - 11月10日                  | イトーヨーカドーダンシングッディツアー                                   | 6月3日：アリオ上田                               | 大原は体調不良のため3月20日・24日・4月1日・11月3日は欠席。 玉川は体調不良のため11月10日は欠席。 |
| 2012年3月20日 - 11月10日                  | イトーヨーカドーダンシングッディツアー                                   | 7月8日：イトーヨーカドー福山店                   | 大原は体調不良のため3月20日・24日・4月1日・11月3日は欠席。 玉川は体調不良のため11月10日は欠席。 |
| 2012年3月20日 - 11月10日                  | イトーヨーカドーダンシングッディツアー                                   | 7月29日：イトーヨーカドー葛西店                  | 大原は体調不良のため3月20日・24日・4月1日・11月3日は欠席。 玉川は体調不良のため11月10日は欠席。 |
| 2012年3月20日 - 11月10日                  | イトーヨーカドーダンシングッディツアー                                   | 8月13日：アリオ西新井                            | 大原は体調不良のため3月20日・24日・4月1日・11月3日は欠席。 玉川は体調不良のため11月10日は欠席。 |
| 2012年3月20日 - 11月10日                  | イトーヨーカドーダンシングッディツアー                                   | 8月14日：イトーヨーカドー錦町店                  | 大原は体調不良のため3月20日・24日・4月1日・11月3日は欠席。 玉川は体調不良のため11月10日は欠席。 |
| 2012年3月20日 - 11月10日                  | イトーヨーカドーダンシングッディツアー                                   | 8月16日：アリオ橋本                              | 大原は体調不良のため3月20日・24日・4月1日・11月3日は欠席。 玉川は体調不良のため11月10日は欠席。 |
| 2012年3月20日 - 11月10日                  | イトーヨーカドーダンシングッディツアー                                   | 8月18日：アリオ八尾                              | 大原は体調不良のため3月20日・24日・4月1日・11月3日は欠席。 玉川は体調不良のため11月10日は欠席。 |
| 2012年3月20日 - 11月10日                  | イトーヨーカドーダンシングッディツアー                                   | 9月9日：イトーヨーカドー安城店                   | 大原は体調不良のため3月20日・24日・4月1日・11月3日は欠席。 玉川は体調不良のため11月10日は欠席。 |
| 2012年3月20日 - 11月10日                  | イトーヨーカドーダンシングッディツアー                                   | 9月16日：イトーヨーカドー六地蔵店                | 大原は体調不良のため3月20日・24日・4月1日・11月3日は欠席。 玉川は体調不良のため11月10日は欠席。 |
| 2012年3月20日 - 11月10日                  | イトーヨーカドーダンシングッディツアー                                   | 9月30日：アリオ鳳                                | 大原は体調不良のため3月20日・24日・4月1日・11月3日は欠席。 玉川は体調不良のため11月10日は欠席。 |
| 2012年3月20日 - 11月10日                  | イトーヨーカドーダンシングッディツアー                                   | 10月8日：イトーヨーカドー古淵店                  | 大原は体調不良のため3月20日・24日・4月1日・11月3日は欠席。 玉川は体調不良のため11月10日は欠席。 |
| 2012年3月20日 - 11月10日                  | イトーヨーカドーダンシングッディツアー                                   | 10月14日：イトーヨーカドー幕張店                 | 大原は体調不良のため3月20日・24日・4月1日・11月3日は欠席。 玉川は体調不良のため11月10日は欠席。 |
| 2012年3月20日 - 11月10日                  | イトーヨーカドーダンシングッディツアー                                   | 11月3日：イトーヨーカドー木場店                  | 大原は体調不良のため3月20日・24日・4月1日・11月3日は欠席。 玉川は体調不良のため11月10日は欠席。 |
| 2012年3月20日 - 11月10日                  | イトーヨーカドーダンシングッディツアー                                   | 11月4日：アリオ西新井                            | 大原は体調不良のため3月20日・24日・4月1日・11月3日は欠席。 玉川は体調不良のため11月10日は欠席。 |
| 2012年3月20日 - 11月10日                  | イトーヨーカドーダンシングッディツアー                                   | 11月10日：アリオ亀有                             | 大原は体調不良のため3月20日・24日・4月1日・11月3日は欠席。 玉川は体調不良のため11月10日は欠席。 |
| 2012年4月22日 - 10月8日                   | AAA TOUR 2012 -777- TRIPLE SEVEN                                         | 4月22日：長野 ホクト文化ホール                   | オープニングアクト                                                                              |
| 2012年4月22日 - 10月8日                   | AAA TOUR 2012 -777- TRIPLE SEVEN                                         | 5月26日：宮城 仙台サンプラザホール               | オープニングアクト                                                                              |
| 2012年4月22日 - 10月8日                   | AAA TOUR 2012 -777- TRIPLE SEVEN                                         | 6月2日：新潟 新潟県民会館                        | オープニングアクト                                                                              |
| 2012年4月22日 - 10月8日                   | AAA TOUR 2012 -777- TRIPLE SEVEN                                         | 6月9日：青森 青森市文化会館                      | オープニングアクト                                                                              |
| 2012年4月22日 - 10月8日                   | AAA TOUR 2012 -777- TRIPLE SEVEN                                         | 6月10日：秋田 秋田県民会館                       | オープニングアクト                                                                              |
| 2012年4月22日 - 10月8日                   | AAA TOUR 2012 -777- TRIPLE SEVEN                                         | 6月15日：神奈川 神奈川県民ホール                 | オープニングアクト                                                                              |
| 2012年4月22日 - 10月8日                   | AAA TOUR 2012 -777- TRIPLE SEVEN                                         | 6月22日：愛知 名古屋国際会議場センチュリーホール | オープニングアクト                                                                              |
| 2012年4月22日 - 10月8日                   | AAA TOUR 2012 -777- TRIPLE SEVEN                                         | 7月6日：宮崎 宮崎市民文化ホール                  | オープニングアクト                                                                              |
| 2012年4月22日 - 10月8日                   | AAA TOUR 2012 -777- TRIPLE SEVEN                                         | 7月7日：鹿児島 鹿児島市民文化ホール 第一         | オープニングアクト                                                                              |
| 2012年4月22日 - 10月8日                   | AAA TOUR 2012 -777- TRIPLE SEVEN                                         | 7月16日：愛媛 松山市民会館                       | オープニングアクト                                                                              |
| 2012年4月22日 - 10月8日                   | AAA TOUR 2012 -777- TRIPLE SEVEN                                         | 9月8日：愛知 名古屋国際会議場センチュリーホール  | オープニングアクト                                                                              |
| 2012年4月22日 - 10月8日                   | AAA TOUR 2012 -777- TRIPLE SEVEN                                         | 9月14日：福岡 福岡サンパレス ホテル&ホール       | オープニングアクト                                                                              |
| 2012年4月22日 - 10月8日                   | AAA TOUR 2012 -777- TRIPLE SEVEN                                         | 9月22日：神奈川 横浜アリーナ                     | オープニングアクト                                                                              |
| 2012年4月22日 - 10月8日                   | AAA TOUR 2012 -777- TRIPLE SEVEN                                         | 9月23日：神奈川 横浜アリーナ                     | オープニングアクト                                                                              |
| 2012年4月22日 - 10月8日                   | AAA TOUR 2012 -777- TRIPLE SEVEN                                         | 9月29日：大阪 大阪城ホール                       | オープニングアクト                                                                              |
| 2012年5月4日                              | BAYSIDE FES.                                                             | アクアシティお台場                               |                                                                                                 |
| 2012年6月16日                             | 東京おもちゃショー2012                                                   | 東京ビッグサイト                                 | 玉川は学校行事のため欠席。                                                                      |
| 2012年8月6日・8日・10日・12日・15日・17日 | Dream5 LIVE 夏の陣2012 〜アキバ☆ソフマップ1号店を制圧できるかな!?〜      | アキバ☆ソフマップ1号店 8Fイベントスペース        |                                                                                                 |
| 2012年8月25日                             | a-nation stadium fes. Charge Go! ウイダーinゼリー                        | 味の素スタジアム                                 | オープニングアクト                                                                              |
| 2012年8月26日                             | 中京テレビ 24時間チャリティーライブ                                      | 愛知・もちの木広場                               |                                                                                                 |
| 2012年11月25日                            | JSDA presents DANCE NATION 2012                                          | 幕張メッセ国際展示場4ホール                      |                                                                                                 |
| 2012年12月24日                            | テレビ愛知冬まつり 都市型野外冬フェス「NAGOYA MUSIC FES. 2012 at SAKAE」 | 名古屋栄・久屋大通公園 久屋広場                  |                                                                                                 |
| 2012年12月31日                            | HUIS TEN BOSCH COUNTDOWN 2012-2013                                       | オレンジ広場特設ステージ                         |                                                                                                 |

#### 2013年
| 公演日                       | 公演名                                 | 会場名                           | 備考                                                                                            |
| ---------------------------- | -------------------------------------- | -------------------------------- | ----------------------------------------------------------------------------------------------- |
| 2013年1月2日・3日            | 新春アイドル横丁まつり!!〜2013〜       | 渋谷公会堂                       |                                                                                                 |
| 2013年7月27日 - 7月28日      | TOKYO IDOL FESTIVAL2013                |                                  | Dream5初出演、男性(高野洸)がTIFへ出演されるのは史上初                                           |
| 2013年8月10日                | IDOL NATION 2013                       | 国立代々木競技場第一体育館       |                                                                                                 |
| 2013年10月5日 - 2014年2月8日 | イトーヨーカドー まごころ to youツアー | 10月5日：イトーヨーカドー花巻店  | 11月3日のアリオ西新井店でのライブはデビュー4周年記念ライブを兼ねており、Ustreamで生中継された。 |
| 2013年10月5日 - 2014年2月8日 | イトーヨーカドー まごころ to youツアー | 10月19日：イトーヨーカドー青森店 | 11月3日のアリオ西新井店でのライブはデビュー4周年記念ライブを兼ねており、Ustreamで生中継された。 |
| 2013年10月5日 - 2014年2月8日 | イトーヨーカドー まごころ to youツアー | 11月03日：アリオ西新井           | 11月3日のアリオ西新井店でのライブはデビュー4周年記念ライブを兼ねており、Ustreamで生中継された。 |
| 2013年10月5日 - 2014年2月8日 | イトーヨーカドー まごころ to youツアー | 11月10日：イトーヨーカドー鳳店   | 11月3日のアリオ西新井店でのライブはデビュー4周年記念ライブを兼ねており、Ustreamで生中継された。 |
| 2013年10月5日 - 2014年2月8日 | イトーヨーカドー まごころ to youツアー | 11月16日：アリオ橋本             | 11月3日のアリオ西新井店でのライブはデビュー4周年記念ライブを兼ねており、Ustreamで生中継された。 |
| 2013年10月5日 - 2014年2月8日 | イトーヨーカドー まごころ to youツアー | 11月20日：アリオ亀有             | 11月3日のアリオ西新井店でのライブはデビュー4周年記念ライブを兼ねており、Ustreamで生中継された。 |
| 2013年10月5日 - 2014年2月8日 | イトーヨーカドー まごころ to youツアー | 11月23日：アリオ西新井           | 11月3日のアリオ西新井店でのライブはデビュー4周年記念ライブを兼ねており、Ustreamで生中継された。 |
| 2013年10月5日 - 2014年2月8日 | イトーヨーカドー まごころ to youツアー | 12月1日：イトーヨーカドー葛西店  | 11月3日のアリオ西新井店でのライブはデビュー4周年記念ライブを兼ねており、Ustreamで生中継された。 |
| 2013年10月5日 - 2014年2月8日 | イトーヨーカドー まごころ to youツアー | 12月8日：イトーヨーカドー安城店  | 11月3日のアリオ西新井店でのライブはデビュー4周年記念ライブを兼ねており、Ustreamで生中継された。 |
| 2013年10月5日 - 2014年2月8日 | イトーヨーカドー まごころ to youツアー | 12月15日：アリオ川口             | 11月3日のアリオ西新井店でのライブはデビュー4周年記念ライブを兼ねており、Ustreamで生中継された。 |
| 2013年10月5日 - 2014年2月8日 | イトーヨーカドー まごころ to youツアー | 1月3日：イトーヨーカドー鷲宮店   | 11月3日のアリオ西新井店でのライブはデビュー4周年記念ライブを兼ねており、Ustreamで生中継された。 |
| 2013年10月5日 - 2014年2月8日 | イトーヨーカドー まごころ to youツアー | 1月4日：イトーヨーカドー小田原店 | 11月3日のアリオ西新井店でのライブはデビュー4周年記念ライブを兼ねており、Ustreamで生中継された。 |
| 2013年10月5日 - 2014年2月8日 | イトーヨーカドー まごころ to youツアー | 1月5日：イトーヨーカドー市原店   | 11月3日のアリオ西新井店でのライブはデビュー4周年記念ライブを兼ねており、Ustreamで生中継された。 |
| 2013年10月5日 - 2014年2月8日 | イトーヨーカドー まごころ to youツアー | 2月8日：イトーヨーカドー明石店   | 11月3日のアリオ西新井店でのライブはデビュー4周年記念ライブを兼ねており、Ustreamで生中継された。 |

#### 2014年
| 公演日                       | 公演名                                                  | 会場名                              | 備考 |
| ---------------------------- | ------------------------------------------------------- | ----------------------------------- | --- |
| 2014年3月2日 - 2014年5月18日 | イトーヨーカドー Break outツアー                        | 2月22日：アリオ八尾                 | |
| 2014年3月2日 - 2014年5月18日 | イトーヨーカドー Break outツアー                        | 3月2日：イトーヨーカドー川崎港町店  | |
| 2014年3月2日 - 2014年5月18日 | イトーヨーカドー Break outツアー                        | 3月9日：アリオ西新井                | |
| 2014年3月2日 - 2014年5月18日 | イトーヨーカドー Break outツアー                        | 3月16日：イトーヨーカドー安城店     | |
| 2014年3月2日 - 2014年5月18日 | イトーヨーカドー Break outツアー                        | 3月21日：アリオ仙台泉               | |
| 2014年3月2日 - 2014年5月18日 | イトーヨーカドー Break outツアー                        | 4月5日：アリオ札幌                  | |
| 2014年3月2日 - 2014年5月18日 | イトーヨーカドー Break outツアー                        | 4月12日：イトーヨーカドー横浜別所店 | |
| 2014年3月2日 - 2014年5月18日 | イトーヨーカドー Break outツアー                        | 4月13日：イトーヨーカドー錦町店     | |
| 2014年3月2日 - 2014年5月18日 | イトーヨーカドー Break outツアー                        | 4月19日：イトーヨーカドー安城店     | |
| 2014年3月2日 - 2014年5月18日 | イトーヨーカドー Break outツアー                        | 4月23日：アリオ亀有                 | |
| 2014年3月2日 - 2014年5月18日 | イトーヨーカドー Break outツアー                        | 4月26日：アリオ八尾                 | |
| 2014年3月2日 - 2014年5月18日 | イトーヨーカドー Break outツアー                        | 4月27日：アリオ西新井               | |
| 2014年3月2日 - 2014年5月18日 | イトーヨーカドー Break outツアー                        | 4月29日：イトーヨーカドー郡山店     | |
| 2014年3月2日 - 2014年5月18日 | イトーヨーカドー Break outツアー                        | 5月17日：アリオ八尾                 | |
| 2014年3月2日 - 2014年5月18日 | イトーヨーカドー Break outツアー                        | 5月18日：イトーヨーカドー六地蔵店   | |
| 2014年5月25日 -              | イトーヨーカドー Summer Rainbowツアー                   | 5月25日：アリオ上田店               | 10月18日はイトーヨーカドー presents 東京ガールズコレクション ミニファッションショーにも出演。 10月28日 - 11月15日のイベントは10月29日発売の「ダン・ダン ドゥビ・ズバー!」リリースイベントを兼ねている。 |
| 2014年5月25日 -              | イトーヨーカドー Summer Rainbowツアー                   | 6月1日：アリオ八尾                  | 10月18日はイトーヨーカドー presents 東京ガールズコレクション ミニファッションショーにも出演。 10月28日 - 11月15日のイベントは10月29日発売の「ダン・ダン ドゥビ・ズバー!」リリースイベントを兼ねている。 |
| 2014年5月25日 -              | イトーヨーカドー Summer Rainbowツアー                   | 6月8日：アリオ西新井                | 10月18日はイトーヨーカドー presents 東京ガールズコレクション ミニファッションショーにも出演。 10月28日 - 11月15日のイベントは10月29日発売の「ダン・ダン ドゥビ・ズバー!」リリースイベントを兼ねている。 |
| 2014年5月25日 -              | イトーヨーカドー Summer Rainbowツアー                   | 6月15日：イトーヨーカドー安城店     | 10月18日はイトーヨーカドー presents 東京ガールズコレクション ミニファッションショーにも出演。 10月28日 - 11月15日のイベントは10月29日発売の「ダン・ダン ドゥビ・ズバー!」リリースイベントを兼ねている。 |
| 2014年5月25日 -              | イトーヨーカドー Summer Rainbowツアー                   | 7月12日：アリオ札幌                 | 10月18日はイトーヨーカドー presents 東京ガールズコレクション ミニファッションショーにも出演。 10月28日 - 11月15日のイベントは10月29日発売の「ダン・ダン ドゥビ・ズバー!」リリースイベントを兼ねている。 |
| 2014年5月25日 -              | イトーヨーカドー Summer Rainbowツアー                   | 7月21日：アリオ鷲宮                 | 10月18日はイトーヨーカドー presents 東京ガールズコレクション ミニファッションショーにも出演。 10月28日 - 11月15日のイベントは10月29日発売の「ダン・ダン ドゥビ・ズバー!」リリースイベントを兼ねている。 |
| 2014年5月25日 -              | イトーヨーカドー Summer Rainbowツアー                   | 7月27日：イトーヨーカドー岡山店     | 10月18日はイトーヨーカドー presents 東京ガールズコレクション ミニファッションショーにも出演。 10月28日 - 11月15日のイベントは10月29日発売の「ダン・ダン ドゥビ・ズバー!」リリースイベントを兼ねている。 |
| 2014年5月25日 -              | イトーヨーカドー Summer Rainbowツアー                   | 8月10日：イトーヨーカドー錦町店     | 10月18日はイトーヨーカドー presents 東京ガールズコレクション ミニファッションショーにも出演。 10月28日 - 11月15日のイベントは10月29日発売の「ダン・ダン ドゥビ・ズバー!」リリースイベントを兼ねている。 |
| 2014年5月25日 -              | イトーヨーカドー Summer Rainbowツアー                   | 8月12日：アリオ西新井               | 10月18日はイトーヨーカドー presents 東京ガールズコレクション ミニファッションショーにも出演。 10月28日 - 11月15日のイベントは10月29日発売の「ダン・ダン ドゥビ・ズバー!」リリースイベントを兼ねている。 |
| 2014年5月25日 -              | イトーヨーカドー Summer Rainbowツアー                   | 8月13日：イトーヨーカドー東久留米店 | 10月18日はイトーヨーカドー presents 東京ガールズコレクション ミニファッションショーにも出演。 10月28日 - 11月15日のイベントは10月29日発売の「ダン・ダン ドゥビ・ズバー!」リリースイベントを兼ねている。 |
| 2014年5月25日 -              | イトーヨーカドー Summer Rainbowツアー                   | 9月27日：アリオ亀有                 | 10月18日はイトーヨーカドー presents 東京ガールズコレクション ミニファッションショーにも出演。 10月28日 - 11月15日のイベントは10月29日発売の「ダン・ダン ドゥビ・ズバー!」リリースイベントを兼ねている。 |
| 2014年5月25日 -              | イトーヨーカドー Summer Rainbowツアー                   | 10月18日：イトーヨーカドー安城      | 10月18日はイトーヨーカドー presents 東京ガールズコレクション ミニファッションショーにも出演。 10月28日 - 11月15日のイベントは10月29日発売の「ダン・ダン ドゥビ・ズバー!」リリースイベントを兼ねている。 |
| 2014年5月25日 -              | イトーヨーカドー Summer Rainbowツアー                   | 10月25日：アリオ札幌                | 10月18日はイトーヨーカドー presents 東京ガールズコレクション ミニファッションショーにも出演。 10月28日 - 11月15日のイベントは10月29日発売の「ダン・ダン ドゥビ・ズバー!」リリースイベントを兼ねている。 |
| 2014年5月25日 -              | イトーヨーカドー Summer Rainbowツアー                   | 10月28日：イトーヨーカドー木場      | 10月18日はイトーヨーカドー presents 東京ガールズコレクション ミニファッションショーにも出演。 10月28日 - 11月15日のイベントは10月29日発売の「ダン・ダン ドゥビ・ズバー!」リリースイベントを兼ねている。 |
| 2014年5月25日 -              | イトーヨーカドー Summer Rainbowツアー                   | 10月29日：アリオ西新井              | 10月18日はイトーヨーカドー presents 東京ガールズコレクション ミニファッションショーにも出演。 10月28日 - 11月15日のイベントは10月29日発売の「ダン・ダン ドゥビ・ズバー!」リリースイベントを兼ねている。 |
| 2014年5月25日 -              | イトーヨーカドー Summer Rainbowツアー                   | 11月2日：アリオ橋本                 | 10月18日はイトーヨーカドー presents 東京ガールズコレクション ミニファッションショーにも出演。 10月28日 - 11月15日のイベントは10月29日発売の「ダン・ダン ドゥビ・ズバー!」リリースイベントを兼ねている。 |
| 2014年5月25日 -              | イトーヨーカドー Summer Rainbowツアー                   | 11月15日：イトーヨーカドー川崎港町  | 10月18日はイトーヨーカドー presents 東京ガールズコレクション ミニファッションショーにも出演。 10月28日 - 11月15日のイベントは10月29日発売の「ダン・ダン ドゥビ・ズバー!」リリースイベントを兼ねている。 |
| 2014年6月1日 - 7月26日       | 第3回セブン&アイ キッズダンスフェスティバル             | 6月1日：アリオ八尾                  | オフィシャルサポーター/オープニングアクト |
| 2014年6月1日 - 7月26日       | 第3回セブン&アイ キッズダンスフェスティバル             | 6月8日：アリオ西新井                | オフィシャルサポーター/オープニングアクト |
| 2014年6月1日 - 7月26日       | 第3回セブン&アイ キッズダンスフェスティバル             | 6月15日：イトーヨーカドー安城店     | オフィシャルサポーター/オープニングアクト |
| 2014年6月1日 - 7月26日       | 第3回セブン&アイ キッズダンスフェスティバル             | 6月28日：イトーヨーカドー福山店     | オフィシャルサポーター/オープニングアクト |
| 2014年6月1日 - 7月26日       | 第3回セブン&アイ キッズダンスフェスティバル             | 7月13日：アリオ札幌                 | オフィシャルサポーター/オープニングアクト |
| 2014年6月1日 - 7月26日       | 第3回セブン&アイ キッズダンスフェスティバル             | 7月20日：アリオ仙台                 | オフィシャルサポーター/オープニングアクト |
| 2014年6月1日 - 7月26日       | 第3回セブン&アイ キッズダンスフェスティバル             | 7月26日：そごう徳島                 | オフィシャルサポーター/オープニングアクト |
| 2014年8月2日 - 8月3日        | TOKYO IDOL FESTIVAL2014                                 | お台場・青海周辺エリア              | |
| 2014年8月31日                | a-nation island & stadium fes. 2014 powered by inゼリー | 味の素スタジアム                    | オープニングアクト |
| 2014年10月26日               | ROPPONGI HALLOWEEN                                      | 六本木中学校                        | ミニライブ |
| 2014年11月1日                | ELECTRICK Halloween 2014                                | 西武園ゆうえんち 波のプールエリア   | |

#### 2015年
| 公演日                  | 公演名                                                       | 会場名                                                  | 備考                                                                                   |
| ----------------------- | ------------------------------------------------------------ | ------------------------------------------------------- | -------------------------------------------------------------------------------------- |
| 2015年1月01日 - 2月15日 | シングルコレクションリリースイベント                         | 1月1日:アリオ西新井                                     | 2015年2月11日発売の「Dream5〜5th Anniversary〜シングルコレクション」のリリースイベント |
| 2015年1月01日 - 2月15日 | シングルコレクションリリースイベント                         | 1月2日:イトーヨーカドー葛西店                           | 2015年2月11日発売の「Dream5〜5th Anniversary〜シングルコレクション」のリリースイベント |
| 2015年1月01日 - 2月15日 | シングルコレクションリリースイベント                         | 1月17日:イトーヨーカドー安城店                          | 2015年2月11日発売の「Dream5〜5th Anniversary〜シングルコレクション」のリリースイベント |
| 2015年1月01日 - 2月15日 | シングルコレクションリリースイベント                         | 1月31日:イトーヨーカドー岡山店                          | 2015年2月11日発売の「Dream5〜5th Anniversary〜シングルコレクション」のリリースイベント |
| 2015年1月01日 - 2月15日 | シングルコレクションリリースイベント                         | 2月8日:ヤマハミュージックリテイリング心斎橋店           | 2015年2月11日発売の「Dream5〜5th Anniversary〜シングルコレクション」のリリースイベント |
| 2015年1月01日 - 2月15日 | シングルコレクションリリースイベント                         | 2月10日:アリオ亀有                                      | 2015年2月11日発売の「Dream5〜5th Anniversary〜シングルコレクション」のリリースイベント |
| 2015年1月01日 - 2月15日 | シングルコレクションリリースイベント                         | 2月11日:イトーヨーカドー葛西店                          | 2015年2月11日発売の「Dream5〜5th Anniversary〜シングルコレクション」のリリースイベント |
| 2015年1月01日 - 2月15日 | シングルコレクションリリースイベント                         | 2月12日:錦糸町オリナスモール                            | 2015年2月11日発売の「Dream5〜5th Anniversary〜シングルコレクション」のリリースイベント |
| 2015年1月01日 - 2月15日 | シングルコレクションリリースイベント                         | 2月14日:アリオ八尾                                      | 2015年2月11日発売の「Dream5〜5th Anniversary〜シングルコレクション」のリリースイベント |
| 2015年1月01日 - 2月15日 | シングルコレクションリリースイベント                         | 2月15日:アリオ西新井                                    | 2015年2月11日発売の「Dream5〜5th Anniversary〜シングルコレクション」のリリースイベント |
| 2015年1月01日 - 2月15日 | シングルコレクションリリースイベント                         | 3月7日:サンエー宜野湾・サンエー那覇                     | 2015年2月11日発売の「Dream5〜5th Anniversary〜シングルコレクション」のリリースイベント |
| 2015年1月18日           | 次世代ワールドホビーフェア                                   | ナゴヤドーム                                            | LEVEL5ブースでのイベントに出演。                                                       |
| 2015年1月24日 - 25日    | 次世代ワールドホビーフェア                                   | 幕張メッセ                                              | LEVEL5ブースでのイベントに出演。                                                       |
| 2015年2月1日            | 次世代ワールドホビーフェア                                   | 福岡 ヤフオク!ドーム                                    | LEVEL5ブースでのイベントに出演。                                                       |
| 2015年2月8日            | 次世代ワールドホビーフェア                                   | 京セラドーム大阪                                        | LEVEL5ブースでのイベントに出演。                                                       |
| 2015年2月21日           | イトーヨーカドー グリコフェアキャンペーン                    | アリオ西新井                                            | ミニライブ                                                                             |
| 2015年2月22日           | シングルコレクション DVD鑑賞会                               | 池袋wacca                                               |                                                                                        |
| 2015年2月28日           | 東京ガールズコレクション                                     | 代々木第一体育館                                        |                                                                                        |
| 2015年3月8日            | アビスパ福岡 ホーム開幕戦                                    | LEVEL5 STADIUM                                          |                                                                                        |
| 2015年3月22日           | 春のPON!祭り                                                 | 汐留日テレタワー                                        |                                                                                        |
| 2015年3月22日 - 4月11日 | イトーヨーカドー presents TOKYO GIRLS COLLECTION             | 3月14日:イトーヨーカドー郡山店                          |                                                                                        |
| 2015年3月22日 - 4月11日 | イトーヨーカドー presents TOKYO GIRLS COLLECTION             | 3月21日:アリオ西新井                                    |                                                                                        |
| 2015年3月22日 - 4月11日 | イトーヨーカドー presents TOKYO GIRLS COLLECTION             | 4月4日:アリオ八尾                                       |                                                                                        |
| 2015年3月22日 - 4月11日 | イトーヨーカドー presents TOKYO GIRLS COLLECTION             | 4月11日:イトーヨーカドー安城店                          |                                                                                        |
| 2015年4月5日            | よみうりランド「Dream5 Sakura 2015」                         | よみうりランド                                          | よみうりランドとDream5のコラボキャンペーンの記念ライブ。                               |
| 2015年4月18日           | 「ドリ5本」リリース記念イベント                              | 新星堂 モザイクモール港北店                             | Dream5初の単行本「ドリ５本」のリリースイベント                                         |
| 2015年5月3日            | アリオGWスペシャルイベント                                   | アリオ市原                                              | SUPER☆GiRLSとの合同イベント                                                            |
| 2015年5月5日            | Asia Progress 2015 ～JAPAN LIMITED～                         | 豊洲PIT                                                 | 日比美思が体調不良のため欠席                                                           |
| 2015年5月10日           | ラグーナテンボス 妖怪ウォッチコラボ記念ライブ                | ラグーナテンボス ラグナシア                             |                                                                                        |
| 2015年5月21日 - 7月18日 | 第4回セブン＆アイ キッズダンスフェスティバル                 | 5月21日:アリオ西新井                                    | オフィシャルサポーター/オープニングアクト                                              |
| 2015年5月21日 - 7月18日 | 第4回セブン＆アイ キッズダンスフェスティバル                 | 5月24日:アリオ上田                                      | オフィシャルサポーター/オープニングアクト                                              |
| 2015年5月21日 - 7月18日 | 第4回セブン＆アイ キッズダンスフェスティバル                 | 5月31日:アリオ八尾                                      | オフィシャルサポーター/オープニングアクト                                              |
| 2015年5月21日 - 7月18日 | 第4回セブン＆アイ キッズダンスフェスティバル                 | 7月5日:イトーヨーカドー岡山店                           | オフィシャルサポーター/オープニングアクト                                              |
| 2015年5月21日 - 7月18日 | 第4回セブン＆アイ キッズダンスフェスティバル                 | 7月12日:アリオ札幌                                      | オフィシャルサポーター/オープニングアクト                                              |
| 2015年5月21日 - 7月18日 | 第4回セブン＆アイ キッズダンスフェスティバル                 | 7月18日:そごう徳島                                      | オフィシャルサポーター/オープニングアクト                                              |
| 2015年5月23日           | 第7回 別所線と走ろう、歩こうラン＆ウォーク                   | 長野県上田市                                            |                                                                                        |
| 2015年5月30日 - 6月21日 | ようかい体操第二リリースイベント                             | 5月30日:イトーヨーカドー尾張旭店                        | 2015年6月17日発売の「ようかい体操第二」リリース記念イベント                            |
| 2015年5月30日 - 6月21日 | ようかい体操第二リリースイベント                             | 6月13日:イトーヨーカドー東大和店                        | 2015年6月17日発売の「ようかい体操第二」リリース記念イベント                            |
| 2015年5月30日 - 6月21日 | ようかい体操第二リリースイベント                             | 6月14日:アリオ橋本                                      | 2015年6月17日発売の「ようかい体操第二」リリース記念イベント                            |
| 2015年5月30日 - 6月21日 | ようかい体操第二リリースイベント                             | 6月16日:イトーヨーカドー葛西店                          | 2015年6月17日発売の「ようかい体操第二」リリース記念イベント                            |
| 2015年5月30日 - 6月21日 | ようかい体操第二リリースイベント                             | 6月17日:アリオ八尾                                      | 2015年6月17日発売の「ようかい体操第二」リリース記念イベント                            |
| 2015年5月30日 - 6月21日 | ようかい体操第二リリースイベント                             | 6月18日:池袋サンシャインシティ                          | 2015年6月17日発売の「ようかい体操第二」リリース記念イベント                            |
| 2015年5月30日 - 6月21日 | ようかい体操第二リリースイベント                             | 6月21日:アリオ西新井                                    | 2015年6月17日発売の「ようかい体操第二」リリース記念イベント                            |
| 2015年6月28日           | 次世代ワールドホビーフェア Summer'15                         | 幕張メッセ                                              |                                                                                        |
| 2015年7月4日            | Pichile合同イベント                                          | アリオ八尾                                              |                                                                                        |
| 2015年8月1日            | a-nation island "pulse-ZERO" Awake! 2015                     | 代々木競技場 第一体育館                                 |                                                                                        |
| 2015年8月2日            | TOKYO IDOL FESTIVAL 2015                                     | お台場・青海周辺エリア                                  |                                                                                        |
| 2015年8月3日            | 第4回 セブン＆アイ キッズダンスフェスティバル 決勝大会       | Mt.RAINIER SHIBUYA                                      |                                                                                        |
| 2015年8月5日            | a-nation island "resort stage"                               | 代々木公園                                              |                                                                                        |
| 2015年8月6日            | AsiaProgress～Twinkle～                                      | 代々木競技場 第一体育館                                 |                                                                                        |
| 2015年8月8日            | イトーヨーカドー伊藤園フェア スペシャルステージ              | イトーヨーカドー木場店                                  |                                                                                        |
| 2015年8月9日            | アリオ上尾 徳島県フェア                                      | アリオ上尾                                              |                                                                                        |
| 2015年8月15日           | アビスパ福岡 ホーム戦                                        | LEVEL5 STADIUM                                          |                                                                                        |
| 2015年8月16日           | ちゃおサマーフェスティバル                                   | パシフィコ横浜                                          |                                                                                        |
| 2015年8月17日           | めざましライブ                                               | お台場 ウエストプロムナード                             |                                                                                        |
| 2015年8月23日、8月19日  | a-nation Stadium Fes. 2015                                   | 8月23日:長居陸上競技場 （通称・ヤンマースタジアム長居） | シューティングアクトとして出演                                                         |
| 2015年8月23日、8月19日  | a-nation Stadium Fes. 2015                                   | 8月29日:味の素スタジアム                                | シューティングアクトとして出演                                                         |
| 2015年9月12日           | Dream5と踊ろう！ようかい体操デー                             | 西武プリンスドーム                                      |                                                                                        |
| 2015年9月20日           | 宇宙ダンス! リリースイベント                                 | アリオ西新井                                            | 9月16日にリリースされたコトリwithステッチバードの「宇宙ダンス!」リリースイベントに出演 |
| 2015年9月27日           | 東京ガールズコレクション                                     | 代々木競技場 第一体育館                                 | オープニングアクトとして出演                                                           |
| 2015年10月10日          | イトーヨーカドー 東北かけはしプロジェクト スペシャルイベント | アリオ西新井                                            |                                                                                        |
| 2015年10月11日          | イトーヨーカドー ミニTGCイベント                             | アリオ仙台泉                                            |                                                                                        |
| 2015年10月17日          | ええじゃないか 豊橋まつり                                    | 豊橋球場                                                |                                                                                        |
| 2015年10月18日          | Lovefes 2015                                                 | 長崎水辺の森公園                                        |                                                                                        |
| 2015年10月23日          | ROPPONGI HALLOWEEN                                           | 六本木中学校                                            | ミニライブ＆パレード                                                                   |
| 2015年10月24日          | 「ヨロズマート」オープニングイベント                         | ららぽーと豊洲                                          | 妖怪ウォッチのグッズ取扱店「ヨロズマート」開店記念ミニライブ                           |
| 2015年10月31日          | イトーヨーカドー ハロウィンスペシャルイベント                | イトーヨーカドー湘南台店                                | ミニライブ                                                                             |
| 2015年11月1日           | Pichile ファイナルパーティー                                 | イトーヨーカドー木場店                                  | ミニライブ                                                                             |
| 2015年11月15日          | イトーヨーカドー 味の素フェア                                | アリオ橋本                                              |                                                                                        |
| 2015年12月13日          | オムニ7サービス開始記念 限定ライブ                           | よみうりランド                                          |                                                                                        |

#### 2016年
| 公演日               | 公演名                                      | 会場名                                                | 備考 |
| -------------------- | ------------------------------------------- | ----------------------------------------------------- | --- |
| 2015年12月20日 -     | COLORS リリースイベント                     | 12月20日:イトーヨーカドー葛西店                       | 2016年2月24日にリリースしたミニアルバム「COLORS」のリリースイベント                                                              |
| 2015年12月20日 -     | COLORS リリースイベント                     | 12月23日:イトーヨーカドー東久留米店                   | 2016年2月24日にリリースしたミニアルバム「COLORS」のリリースイベント                                                              |
| 2015年12月20日 -     | COLORS リリースイベント                     | 1月2日:アリオ西新井                                   | 2016年2月24日にリリースしたミニアルバム「COLORS」のリリースイベント                                                              |
| 2015年12月20日 -     | COLORS リリースイベント                     | 1月3日:イトーヨーカドー錦町店                         | 2016年2月24日にリリースしたミニアルバム「COLORS」のリリースイベント                                                              |
| 2015年12月20日 -     | COLORS リリースイベント                     | 1月11日:イトーヨーカドー六地蔵店                      | 2016年2月24日にリリースしたミニアルバム「COLORS」のリリースイベント                                                              |
| 2015年12月20日 -     | COLORS リリースイベント                     | 1月16日:イトーヨーカドー岡山店                        | 2016年2月24日にリリースしたミニアルバム「COLORS」のリリースイベント                                                              |
| 2015年12月20日 -     | COLORS リリースイベント                     | 1月17日:イトーヨーカドー尾張旭店                      | 2016年2月24日にリリースしたミニアルバム「COLORS」のリリースイベント                                                              |
| 2015年12月20日 -     | COLORS リリースイベント                     | 2月12日:アミュプラザ鹿児島                            | 2016年2月24日にリリースしたミニアルバム「COLORS」のリリースイベント                                                              |
| 2015年12月20日 -     | COLORS リリースイベント                     | 2月20日:ララスクエア宇都宮                            | 2016年2月24日にリリースしたミニアルバム「COLORS」のリリースイベント                                                              |
| 2015年12月20日 -     | COLORS リリースイベント                     | 2月21日:つくばクレオ                                  | 2016年2月24日にリリースしたミニアルバム「COLORS」のリリースイベント                                                              |
| 2015年12月20日 -     | COLORS リリースイベント                     | 2月24日:タワーレコード錦糸町店                        | 2016年2月24日にリリースしたミニアルバム「COLORS」のリリースイベント                                                              |
| 2015年12月20日 -     | COLORS リリースイベント                     | 2月25日:小田原ダイナシティ                            | 2016年2月24日にリリースしたミニアルバム「COLORS」のリリースイベント                                                              |
| 2015年12月20日 -     | COLORS リリースイベント                     | 2月27日:昭島モリタウン                                | 2016年2月24日にリリースしたミニアルバム「COLORS」のリリースイベント                                                              |
| 2015年12月20日 -     | COLORS リリースイベント                     | 2月28日:トレッサ横浜                                  | 2016年2月24日にリリースしたミニアルバム「COLORS」のリリースイベント                                                              |
| 2015年12月20日 -     | COLORS リリースイベント                     | 3月5日:サンエー西原シティ・サンエー那覇メインプレイス | 2016年2月24日にリリースしたミニアルバム「COLORS」のリリースイベント                                                              |
| 2015年12月20日 -     | COLORS リリースイベント                     | 3月12日:タワーレコード錦糸町店                        | 2016年2月24日にリリースしたミニアルバム「COLORS」のリリースイベント                                                              |
| 2016年1月9日         | イトーヨーカドー限定初笑いイベント          | イトーヨーカドー木場店                                | ミニライブ |
| 2016年1月23日 - 24日 | 次世代ワールドホビーフェア 2016             | 幕張メッセ                                            | |
| 2016年3月30日        | 警視庁 春の交通安全ファミリーフェスティバル | なかのZERO                                            | |
| 2016年3月30日        | ラジオ日本NEXT サーキットONE                | 赤坂BLITZ                                             | ラジオ日本の深夜枠「ラジオ日本NEXT」のパーソナリティーたちが集まって行われたトークショー。Dream5からは玉川桃奈と日比美思が出演。 |

### テレビ
2011年
- 地球オーケストラ〜日本の美しい音を探す旅〜（2011年5月1日、中京テレビ）
- 24時間テレビ 「愛は地球を救う」34（2011年8月20日・21日、中京テレビ）

2012年
- 魁!音楽番付EIGHT（2012年8月30日、フジテレビ）

2014年
- ミューサタ（2014年4月19日、フジテレビ）
- ライブB（2014年4月29日、TBS） - 「Break Out」を歌唱。
- ミュージックドラゴン （2014年5月2日、日本テレビ） - 「Break Out」を歌唱。
- MUSIC JAPAN（2014年5月4日、NHK総合） - 「ようかい体操第一」を歌唱。
- 音楽の日（2014年8月2日・3日、TBS） - 「ようかい体操第一」を歌唱。
- 24時間テレビ 「愛は地球を救う」37（2014年8月31日、日本テレビ） - 日本武道館にて「ようかい体操第一」を歌唱。
- MUSIC JAPAN（2014年10月20日、NHK総合） - 「ダン・ダン ドゥビ・ズバー!」を歌唱。
- SMAP×SMAP（2014年10月27日、関西テレビ・フジテレビ） - 音楽コーナー「S-Live」で、SMAPとの共演で「ようかい体操第一」を歌唱。
- ミュージックステーション（2014年10月31日、テレビ朝日） - キング・クリームソーダとの共演で、「キング・クリームソーダ&Dream5」として「初恋峠でゲラゲラポー」と「ゲラゲラポーのうた」、「ようかい体操第一」のメドレーを歌唱。
- ベストヒット歌謡祭（2014年11月20日、日本テレビ） - MCのウエンツ瑛士などとの共演で「ようかい体操第一」を歌唱。
- FNS歌謡祭（フジテレビ）
  - 2014 FNS歌謡祭（2014年12月3日） - AKB48、乃木坂46、ゴールデンボンバー、氣志團などと共演で「ようかい体操第一」を歌唱。
- 日本有線大賞（2014年12月20日、TBS） - 『妖怪ウォッチ』として有線話題賞を獲得。「ようかい体操第一」を歌唱。
- MUSIC STATION SUPER LIVE 2014（2014年12月26日、テレビ朝日系列） - 「ようかい体操第一」を歌唱。
- 第56回日本レコード大賞（2014年12月30日、TBSテレビ・ラジオ） - 『妖怪ウォッチ』が話題賞を獲得。キング・クリームソーダとともに出演し「ようかい体操第一」を歌唱。
- 第65回NHK紅白歌合戦（2014年12月31日、NHK総合・ラジオ第1） - 企画コーナー「嵐 meets 妖怪ウォッチ」に出演。

2015年
- MUSIC JAPAN（2015年2月9日、NHK総合） - 「スタートライン」を歌唱
- MUSIC JAPAN（2015年6月15日、NHK総合） - 「ようかい体操第二」を歌唱
- テレ東音楽祭（2015年6月24日、テレビ東京）
- 音楽の日（2015年6月27日、TBS）
- LIFE!夏休みスペシャル みんなに広めよう イカ大王体操（2015年8月13日、NHK総合） - 「ようかい体操第一」、「イカ大王体操第2」を歌唱
- お願い!編集長「天才てれびくんMAX Dream5スペシャル」（2015年11月21日、NHK Eテレ） - MTK全国オーディション、初レコーディング等を再放送（重本ことりはスケジュールの都合によりインタビューに出演せず）

### テレビアニメ
- たまごっち! ゆめキラドリーム 第24話（2013年3月4日、テレビ東京）

### ラジオ
- ハイパー人生相談（2012年10月 - 2013年10月、不定期、FM NACK5）
- ラジオ日本NEXT Dream5 日比美思 玉川桃奈のみこたま放送局。（2015年4月 - 2016年9月、毎週木曜日、ラジオ日本） - メンバーの日比美思と玉川桃奈によるDream5最初で最後のレギュラー番組 玉川が放送中に脱退・引退したため以後は「日比美思のみこたま放送局。」に改称

### 広告・CM
- バンダイ「たまもりシール・たまもレター」（2011年12月 - ）
- イトーヨーカドー店内広告・CM
  - 「スクールカジュアルコーナー」（2011年9月 - ）
  - 「good day 子ども服」（2011年12月 - ）
  - 「Mc Sister」（2012年1月 - ）- 女子メンバーのみ
  - 「DIRTY WOLF」（2012年12月 - ）- 高野のみ
  - 「Dancingood day」（2012年3月 - ）
- アキレス「瞬足ダンス」（2012年4月 - ）
  - アキレス「瞬足S・チーター」（2013年1月 - ）
- TOYO TIRES「トランパス」（2013年4月 - ） - 重本・日比によるCMソング歌唱のみ
- レベルファイブ「妖怪ウォッチ2 元祖/本家」（2014年7月 - ）
- 伊藤園 健康ミネラルむぎ茶（2015年 - 2016年）[34]
- 朝日新聞社 第97回全国高校野球選手権大会「ダンス」篇（2015年）[35]

### その他
- セブン&アイグループ主催「KIDS DANCE FESTIVAL」（2012年5月3日 - 8月11日） - オフィシャルサポーター
- セブン&アイグループ主催「KIDS DANCE FESTIVAL」（2013年6月1日 - 8月4日） - オフィシャルサポーター
- セブン&アイグループ主催「KIDS DANCE FESTIVAL」（2014年6月1日 - 8月17日） - オフィシャルサポーター
- よみうりランドコラボ企画「Dream5 Sakura 2015〜僕らのハル!」（2015年3月14日 - 4月5日）
  - よみうりランドとDream5がコラボし、園内の桜並木や観覧車などがドリ5仕様に飾られ、最終日にはスペシャルライブが行われた。
- セブン&アイグループ主催「KIDS DANCE FESTIVAL」（2015年5月17日 - 8月3日） - オフィシャルサポーター

### 書籍
- SAMプロデュース Dream5とおどる はじめてのリズムダンスBOOK（2013年6月21日、誠文堂新光社）ISBN 978-4416313107
- ドリ5本〜5つのスタートライン〜（2015年4月18日、ドレミ楽譜出版社）ISBN 978-4285142549

### 雑誌
- 月刊スコアマガジン『月刊Songs』定期連載「ドリ5学園ダンス部」（2012年11月号 - 2015年3月号、ドレミ楽譜出版社）

## アプリ
2015年現在、Dream5公式に2つのスマートフォン向けアプリが公開されている。いずれもiOS、Android両対応で、それぞれiTunes Store、Google Playから無料でダウンロードすることができたが、2017年1月現在、どちらのアプリも各アプリストアでの提供が終了されている。
Dream5オフィシャルアプリ
2013年12月ごろに公開された。Dream5のイベント情報やメディア出演情報、ニュースやプロフィールなどがまとめて調べられる。メンバーが出演するテレビ番組などの直前に通知を出す機能もある。2015年のワンマンライブツアーからは、このオフィシャルアプリを使ったチケット先行予約が行われるようになった。
Dream5の活動終了に伴い、2017年1月27日にサービスを終了することが同アプリ内で告知された。
Dream5シェイク
Dream5の楽曲を使用したいわゆる「音ゲー」で、音楽にあわせて流れてくるノートをタイミング良くタップし、その正確さでスコアを争うというルール。不定期にこのゲームを利用したイベントが行われている。